# アルス・スンド海峡
座標: 北緯54度56分40秒 東経9度45分30秒 / 北緯54.94444度 東経9.75833度
アルス・スンド海峡(Als Sund)はバルト海にある海峡。ユトランド半島とアルス島の間にあるものであり、北はアルス・フィヨルドを通じて小ベルト海峡へ通じ、南はフレンスボー・フィヨルド（ソンダーボー湾）と結ばれている。
南北に伸びた狭く短い海峡であり、長さは約6km、幅は北口で最も広く約1km、南は狭く約200mほどしかない。海峡南東岸にはソンダーボーの町があり、2つの橋が架けられている。北側はアルス・スンド橋。南側のクリスチャン10世橋（デンマーク国王・クリスチャン10世にちなむ）は可動橋（跳開橋）である。